# Szecskó Tamás
Szecskó Tamás (Budapest, 1925. – Budapest, 1987.) magyar grafikus, illusztrátor, festő.

## Életpályája
Szülővárosában végezte iskoláit, az egyetemen művészettörténetet tanult. A Képzőművészeti Főiskolán Berény Róbert volt a mestere. Rajzai már tizenöt éves korában megjelentek. Dolgozott a Kassák Lajos szerkesztésében megjelenő Új Időknél, de foglalkozott reklámgrafikával és készített diafilmeket is. Illusztrátori pályáját a Singer és Wolfner Könyvkiadónál kezdte. Később leggyakrabban a Móra Könyvkiadó és a Tankönyvkiadó Vállalat foglalkoztatta. 1955 és 1987 között megjelent tankönyvekhez készült a legtöbb rajza.  Legkedveltebb kifejezési eszköze a vonal, illusztrációi legtöbbször fekete-fehér tusrajzok voltak. Az 1986-ban megjelent Szunyogh Szabolcs Jeruzsálem lovagjai című könyvének illusztrációival a világ 10 legjobb könyve közé került. Életében mintegy 500 könyvet illusztrált.  Több hazai és külföldi kiállításon vett részt.
Mindhárom gyermeke kötődött a művészetekhez, Tamás képszerkesztő, Péter illusztrátor, grafikus, festőművész, Ágnes grafikus, illusztrátor és a Forster Gyula Nemzeti Örökségvédelmi és Vagyongazdálkodási Központ könyvtárának vezetője lett.

## Könyvillusztrációiból
A lista nem teljes, csak töredéke a kb. 500 könyvnek, melyet Szecskó Tamás illusztrált:
- Mikszáth Kálmán: Az első bánat (1955)
- Curt Corrinth: A trójai fiúk (1959)
- Hollós Korvin Lajos: A vöröstorony kincse (1960)
- Charles Lamb – Mary Lamb: Shakespeare mesék (1961)
- Szentiványi Jenő: A görög gálya titka (1961)
- Jules Verne: Sándor Mátyás (1964)
- Lengyel Balázs: A szebeni fiúk (1967)
- Dékány András: S. O. S. Titanic (1967)
- Gergely Márta: Többsincs osztály (1968)
- Fekete István: Tüskevár (1969)
- Arkagyij Petrovics Gajdar: Timur és csapata (1970)
- Carlo Collodi: Pinokkió kalandjai (1974)
- J. R. R. Tolkien: A babó (1975)
- Krúdy Gyula: Az utolsó várkisasszony (1978)
- Teknős Péter: Kérdezz! Felelek mindenre (1978)
- Benedek Elek: Vége jó, minden jó (1979)
- Liselotte Welskopf-Henrich: A Nagy Medve Fiai (1979)
- Karl May: Az olajkirály (1980)
- Dr. Arató Endréné–Balkovitzné Cynolter Magda–Kepes Ágnes: Nézz körül! (1984)
- Mérei Ferenc–V. Binét Ágnes: Ablak-Zsiráf (1985)

## Diafilmek
- Csipkerózsika (1955)
- Moby Dick a fehér bálna (1962; 1963)

## Kiállításaiból
- Budapest (A science-fiction a képzőművészetben, csoportos kiállítás, 1981)[4]
- Budapest (Hétvégi Galéria, 1989)[5]
- Kiskunfélegyháza (1989; 1998) [6]
- Orosháza (1989) [7]